# Districtul Aïn Tarek
Aïn Tarek este un district din provincia Relizane, Algeria.